# Anna Potokina
Anna Potokina (en rus: Анна Потокина) (18 de juny de 1987) és una ciclista russa professional des del 2012 i actualment a l'equip Servetto Giusta. Del seu palmarès destaca el Campionat nacional en ruta de 2015.

## Palmarès
- 2011
  - Vencedora d'una etapa al Tour de Bretanya
- 2015
  -  Campiona de Rússia en ruta